# Tromba
Tromba is een geslacht van vlinders van de familie dikkopjes (Hesperiidae), uit de onderfamilie Hesperiinae.

## Soorten
- T. tromba Evans, 1955
- T. xanthura (Godman, 1901)